# 明尼苏达州众议院
明尼苏达众议院（英語：Minnesota House of Representatives）是美国明尼苏达议会的下議院，共有134名议员，每届任期2年。